# Hoeve van 1854

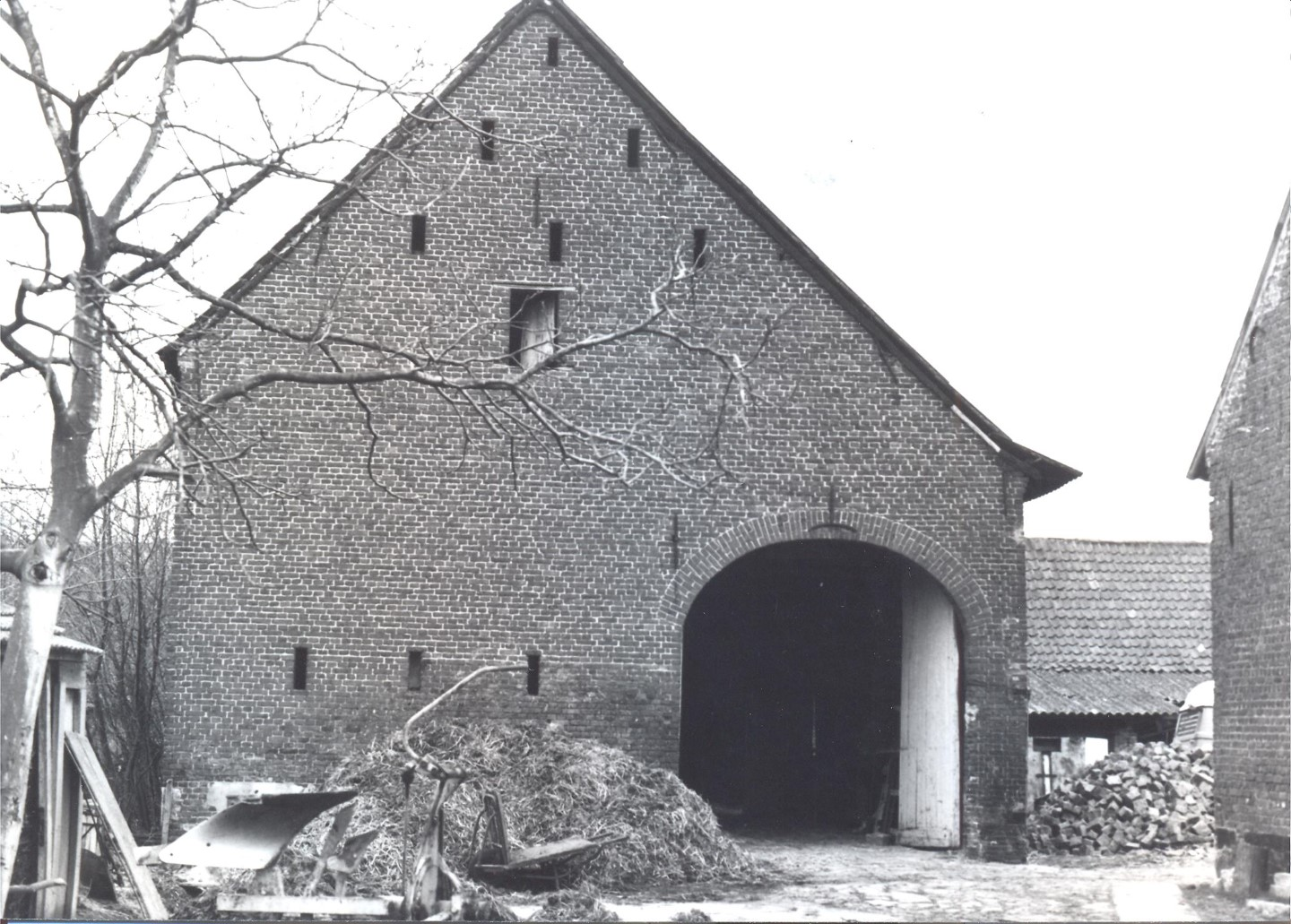
Gefotografeerd in 1978.

De Hoeve van 1854 is een hoeve gelegen te Aalst. De hoeve heeft een architecturale waarde, industrieel-archeologische waarde en een historische waarde. De hoeve werd erkent als onroerend erfgoed in 2009.  

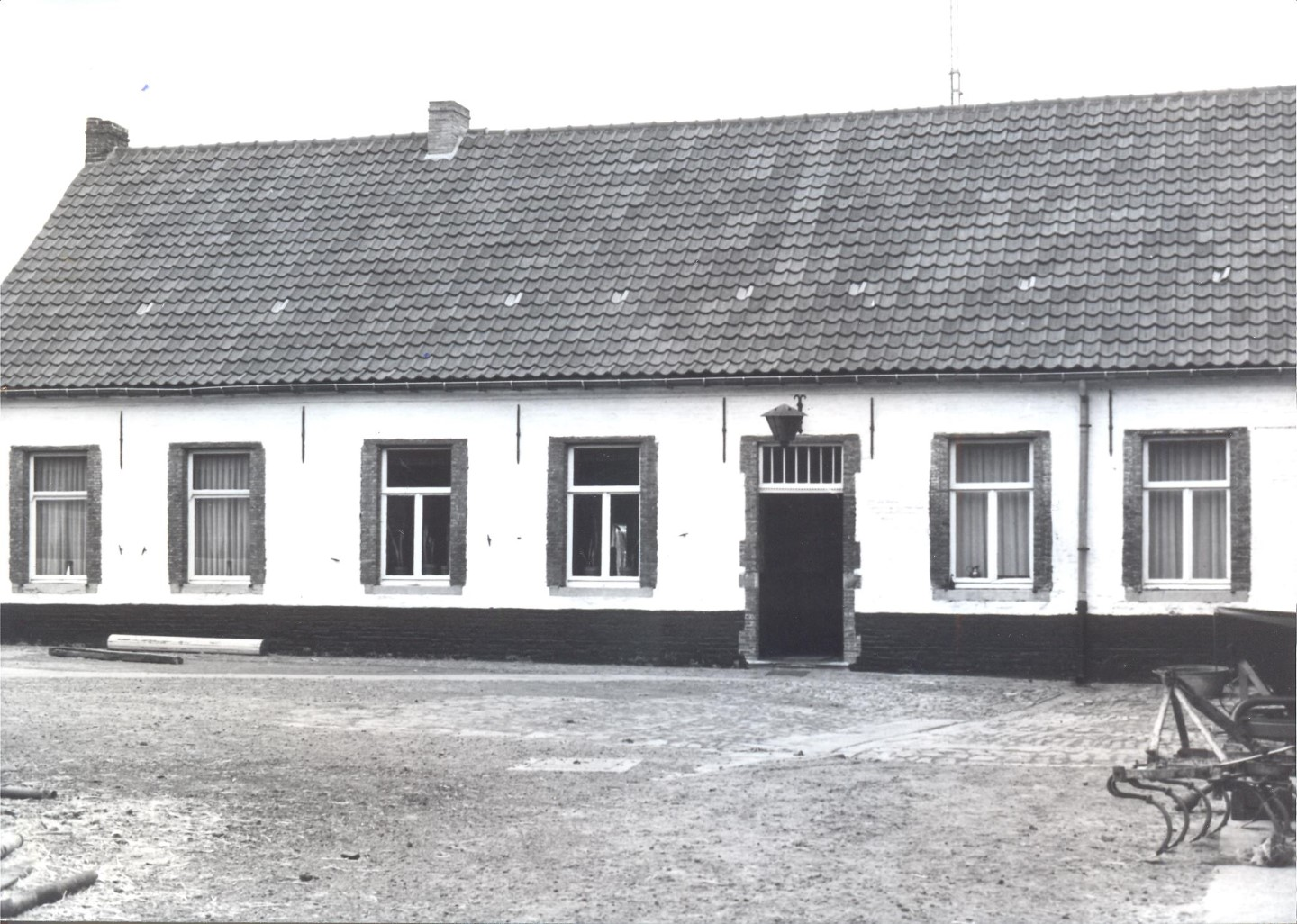
Gefotografeerd in 1976.

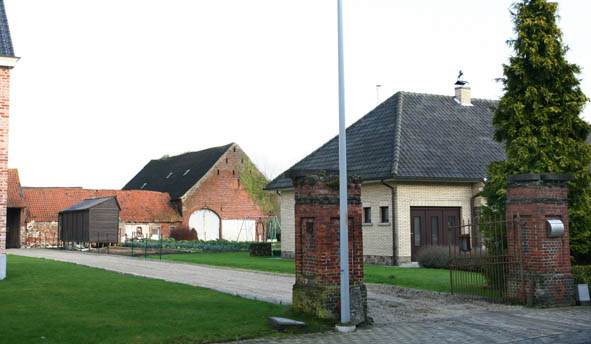
De hoeve gefotografeerd in 2008.

De opstal is een semigesloten hoeve met bakstenen gebouwen onder zadeldaken (zowel pannen als golfplaten). De gebouwen zijn gegroepeerd rondom een gedeeltelijk geplaveid erf. Op de balk van de inrijpoort staat het jaartal 1854 te lezen, met er naast een dienstgebouw. Er is een éénlaag-woonhuis met zeven traveeën uit het vierde kwart van de 18de eeuw tot het eerste kwart van de 19de eeuw. Naast de inrijpoort is er een stal te vinden met een langschuur en bakoven. De langschuur heeft een korfboogvormige poort.

## Galerij

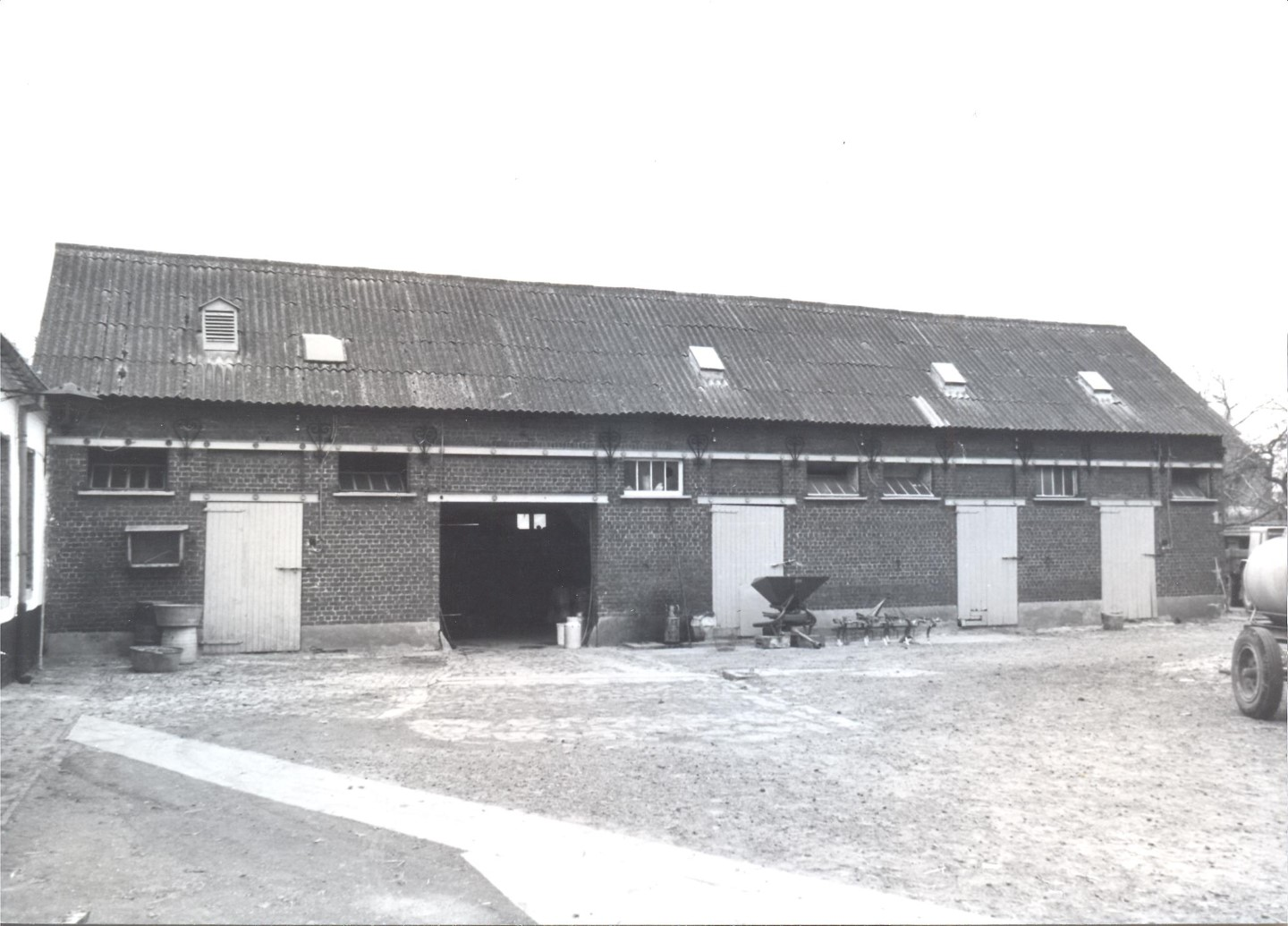
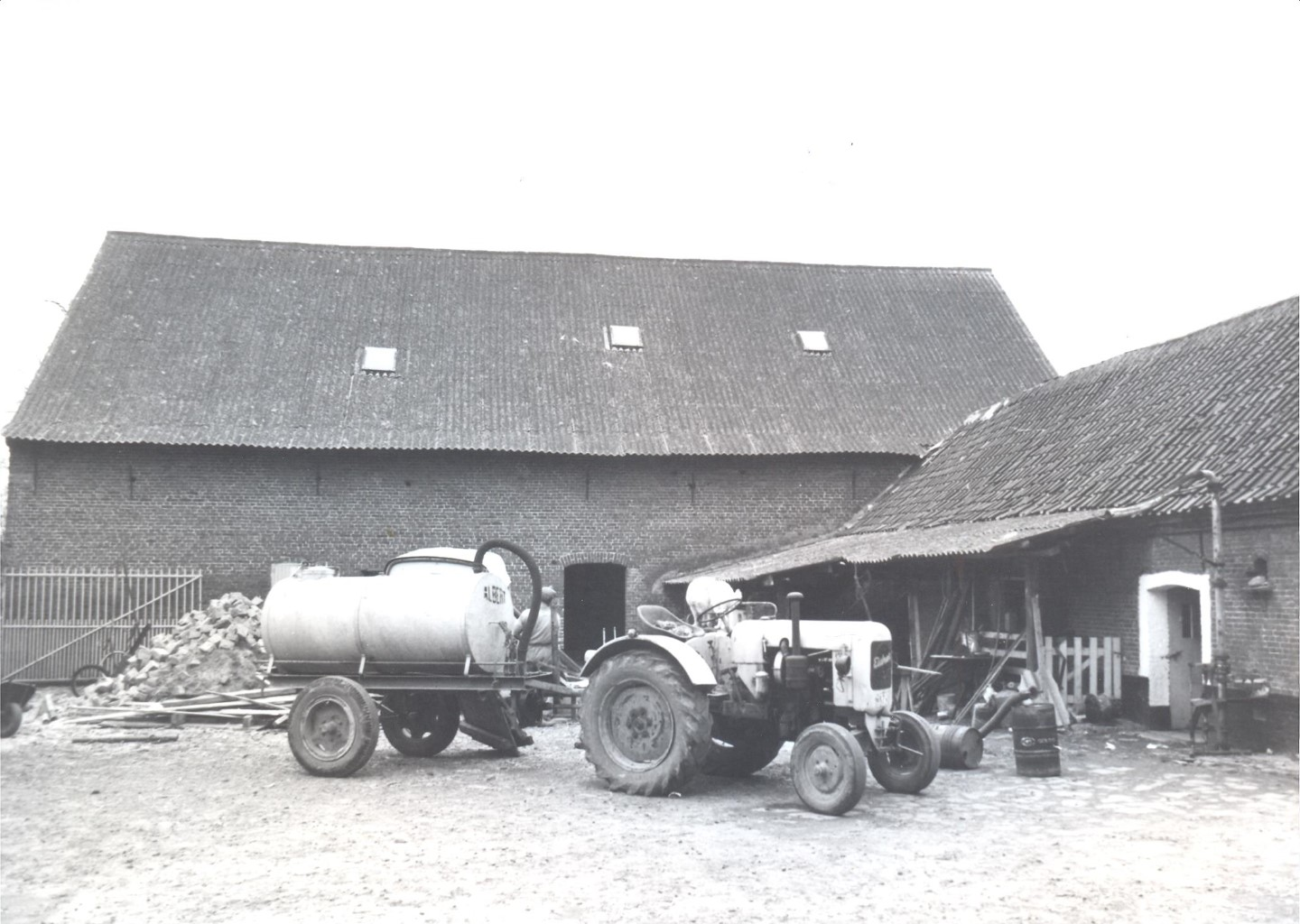

- Inventaris van het Bouwkundig Erfgoed (Vlaanderen): 154